# Cylicolaimus obtusidens
Cylicolaimus obtusidens is een rondwormensoort uit de familie van de Leptosomatidae. De wetenschappelijke naam van de soort is voor het eerst geldig gepubliceerd in 1926 door Ditlevsen.